# Mont Blanc
Mont Blanc (francosko) ali Monte Bianco (italijansko) (pomeni Bela gora) je najvišja gora v Alpah, Zahodni Evropi in Evropski  uniji. Visoka je približno 4.810 m, zaradi snega se njena višina skozi leta spreminja. Goro imenujejo tudi Bela dama (francosko La Dame blanche) ali Belka (italijansko Il Bianco). Masiv Mont Blanca se nahaja v Savojskih Alpah na meji med Francijo in Italijo, vrh pa leži v Franciji. Dva najbolj znana kraja v bližini gore sta Chamonix v departmaju Haute-Savoie v Franciji, kjer so potekale prve zimske olimpijske igre, in Courmayeur v dolini Aoste v Italiji. Ker je Mont Blanc dolgo česa veljal za najvišjo goro v Evropi  (najvišji Elbrus s 5.642 m je na Kavkazu), je že od samega začetka predstavljal izziv za pionirje alpinizma. Prva sta se na vrh povzpela Francoza Jacques Balmat in Michel Paccard leta 1786. Danes goro vsako leto obišče na tisoče alpinistov in turistov, na žalost pa so vzponi na goro, zaradi taljenja ledu, iz leta v leto bolj nevarni. Okolica gore je tudi pomembna prometna pot, zato so v ta namen leta 1957 začeli graditi predor pod Mont Blancom, ki so ga končali leta 1965 in je dolgo časa veljal za najdaljši predor na svetu. Danes predor predstavlja eno glavnih prometnih povezav v Alpah in Evropi.

## Zgodovina
Po do sedaj znanih podatkih sta 8. avgusta 1786 kot prva vrh Mont Blanca osvojila Francoza Jacques Balma in Michel Paccard. Njun vzpon je vzpodbudil in nagradil aristokrat Horace-Benedict Saussure, ki se je v zgodovino zapisal kot začetnik gorništva. Prva ženska, ki je osvojila vrh, je bila Marie Paradis, nanj se je povzpela leta 1808. Danes goro in njeno okolico vsako leto obišče več tisoč planincev in turistov. Zaradi dobro utrjenih poti in žičnice, ki planince in turiste pripelje 1.000 metrov pod vrh, vzpon na goro že dolgo časa ne velja več za zahteven podvig. Edina večja prepreka, ki planince čaka pri vzponu, je višinska bolezen, ki nastane zaradi pomanjkanja kisika, višinska bolezen je tudi glavni vzrok vseh nesreč na tej gori. Največ nesreč se zgodi poleti, ko je gora zaradi ugodnih vremenskih razmer najbolj obiskana. Nevarnosti za plezalce pa ne predstavlja samo velika višina, ampak tudi globalno segrevanje. To je povzročilo pospešeno taljenje ledenikov, zaradi česar v poletnih mesecih marsikatera pot postane neprehodna.
Poleg alpinistov so se za najvišjo goro Evrope dolga desetletja zanimali tudi politiki. Kot velik problem se je izkazala meja, ki se je skozi zgodovino neprestano spreminjala. Sprva naj bi bil vrh gore v Italiji, nato na meji med obema državama, zdaj pa se nahaja v Franciji. Za goro so se zanimali tudi znanstveniki, zato so pod vrhom postavili observatorij, projekta se je lotil sam Gustav Eiffel (konstruktor Eifflovega stolpa), vendar je kasneje nad njim obupal. Observatorij so kasneje kljub številnim težavam vseeno zgradili. Deloval med letoma 1893 in 1906, nato pa ga je pogoltnil led.
Dva najbolj znana kraja pri Mont Blancu sta Chamonix v departmaju Haute-Savoie v Franciji (to je bil kraj prvih zimskih olimpijskih iger leta 1924) in Courmayeur v dolini Aoste v Italiji. Med obema mestoma pod to goro poteka cestni predor, katerega gradnja se je začela leta 1959 in zaključila leta 1965. Predor pod Mont Blancom je dolg 11,6 kilometra in je ena od glavnih alpskih prometnih povezav.
Gora je bila priča tudi dveh letalskih nesreč. Leta 1950 se je v njen masiv zaletelo letalo Air Indija, podobna nesreča se je zgodila leta 1966, vanjo je bilo prav tako udeleženo letalo Air Indije. Obe letali sta bili namenjeni v Ženevo in v obeh nesrečah ni bilo preživelih.

## Vrh
V nasprotju z veliko večino gor, kjer je vrh kamnit, je vrh Mont Blanca zgrajen iz ledu. Prav zaradi te zgradbe je bilo višino gore dolgo časa izredno težko določiti saj se debelin ledu neprestano spreminja. Dolgo časa je veljalo, da je Mont Blanc visok 4.807 m, leta 2002 pa so s pomočjo sistema GPS določili novo višino, 4.810,40 m. Vendar znanstveniki še vedno niso bili zadovoljni z rezultati, zato so leta 2003 začeli izvajati nove meritve. Te so pokazale, da je bil vrh v letu 2003 visok 4.808,45 m in da se je premaknil za 75 cm od lokacije, kjer je bil izmerjen leto prej. Od takrat naprej višino in lokacijo vrha gore merijo vsaki dve leti. Po obsežnih raziskavah z radarjem so ugotovili, da se kamniti vrh nahaja na višini okoli 4.792 m, približno 40 m zahodno od ledenega vrha. Stranski vrh je Mont Blanc de Courmayeur na jugovzhodnem grebenu, ki tvori vrh masivne jugovzhodne stene gore.
Na vrh Mont Blanca vodi več različnih poti, najbolj znane in najlažje so:
- Gouter rout (Saint-Gervais - Nid d'Aigle - Tete Rousse - Aiguille de Gouter - Dome de Gouter – Vallot – Arete des Bosses-Mont Blanc)
- Three-Mont-Blanc route ( Chamonix – Aiguille du Midi – Col du Midi (koča Cosmiques) – Mont Blanc du Tacul – Combe maudite - Mont-Maudit - Col de la Brenva - Mont-Blanc)
- Grand Mulets route (Chamonix - Plan de l'Aiguille - Jonction - Grands Mulets (koča Grands Mulets) - Petit Plateau - Grand Plateau - Vallot - arete des Bosses - Mont-Blanc )
- Aiguilles Grises rout (Courmayeur - Val-Veny - Miage Glacier - Gonella (koča) - Aiguilles Grises ridge - Piton des Italiens - Vallot - arete des bosses - Mont-Blanc)